# 喀拉米豚鹿
喀拉米豚鹿（Axis calamianensis），又名卡拉棉豚鹿或卡島豚鹿，是菲律賓巴拉望卡拉綿群島特有的一種鹿。
雄性喀拉米豚鹿高60-65厘米，鹿角有三叉。不像其他亞洲的花鹿，牠們出生時並沒有斑點。除了猛禽及蟒蛇外，牠們只有很少的天敵。